# Fritz Büsching
Fritz Büsching (* 26. Juli 1940 in Goslar) ist ein deutscher Ingenieurwissenschaftler. Ihm gelang erstmals der Nachweis der Resonanzabsorption bei der Wechselwirkung von Windwellen mit partiell stehenden Wellen in Beckenformationen.

## Lebenslauf
1961 legte Büsching sein Abitur am Hoffmann-von-Fallersleben Gymnasium in Braunschweig ab. Bis 1968 studierte er an der dortigen Technischen Universität das Fach Bauingenieurwesen, das er mit dem Grad des Diplomingenieurs (Dipl-Ing.) abschloss. 1968 bis 1971 war er als Projektingenieur und Statiker im Stahlwasserbau bei der Fried. Krupp GmbH, Industrie- und Stahlbau, in Rheinhausen tätig. Mit der Berufung Prof. Dr.-Ing. Alfred Führböters 1971 auf den Lehrstuhl für Hydromechanik und Küstenwasserbau an der TU Braunschweig, wurde Büsching dessen erster wissenschaftlicher Assistent. Neben der Durchführung eigenverantwortlicher Lehrveranstaltungen fertigte er auf der Grundlage durchgeführter Naturmessungen an der Westküste der Insel Sylt seine Dissertation zum Thema Orbitalgeschwindigkeiten irregulärer Brandungswellen und wurde 1974 zum Dr.-Ing. promoviert. 1976 bis 1983 war Büsching Oberingenieur und verantwortlicher Leiter der Abteilung Stahlwasser- und Offshorebau am Leichtweiß-Institut für Wasserbau der TU Braunschweig. Nach der Zuerkennung habilitationsgleicher Leistungen 1978 war er zugleich korporationsrechtlich Professor für Hydromechanik und Küstenwasserbau.
1984 wurde Büsching zum Professor für Hydromechanik und Wasserbau an die FH Bielefeld berufen. Nachdem im Jahre 1987 das am Hochschulstandort Minden befindliche Hydraulik-Labor nach seinen Vorstellungen zum Labor für Hydromechanik und Wasserbau ausgebaut worden war, hat Büsching seine Forschungsideen – vor allem bezüglich der Wellenabsorption durch von ihm konzipierte „Hohldeckwerke“ – mit Untersuchungen in einem kombinierten Strömungs- und Wellenkanal realisieren können. 
1991 und 1992 war er darüber hinaus Lehrbeauftragter für Stahlwasserbau am Institut für Stahlbau der TU Braunschweig.

## Tätigkeiten und Leistungen
Im Stahlwasserbau war Büsching bei der Fried. Krupp GmbH Industrie- und Stahlbau an der Ausführung wasserbaulicher Großprojekte beteiligt, wie  dem Eider-Sperrwerk, dem Schiffshebewerk Lüneburg und Dammbauprojekten in Südamerika und Afrika.
Als wissenschaftlicher Assistent an der TU Braunschweig hat er maßgeblich zum Aufbau des Lehrstuhls für Hydromechanik und Küstenwasserbau beigetragen, insbesondere durch die Übernahme eigenverantwortlicher Lehraufträge, die die Hydromechanik, den Stahlwasserbau und die Meeres- und Offshoretechnik zum Inhalt hatten. 
Für die Speicherung und Analyse der von ihm an der Westküste von Sylt gewonnenen Sturmwellendaten setzte Büsching bereits in den frühen 1970er Jahren als erster fast ausschließlich automatische Systeme ein, so dass verlässliche Daten nicht nur als Grundlage seiner Dissertation, sondern auch für spätere Arbeiten verfügbar waren. 1978 kann Büsching erstmals Spektren der Phasengeschwindigkeiten von Meereswellen präsentieren und darin nachweisen, dass für die gewählte Messlokation die Phasengeschwindigkeiten – entgegen der klassischen Dispersionsrelation – einer anomalen Dispersion (dc/df > 0) unterliegen.
Seit 1976 hat er als verantwortlicher Abteilungsleiter am Leichtweiß-Institut auf dem Gebiet anwendungsorientierter Forschung an einer Vielzahl von Gutachten und Forschungsaufträgen mitgewirkt, deren Themen sich auf das gesamte Gebiet des Wasserbaus und der Wasserwirtschaft beziehen. Er war Mitglied in den Sonderforschungsbereichen 79 (Wasserforschung im Küstenbereich) und 205 (Küsteningenieurwesen) der DFG und eigenverantwortlicher Leiter zweier großer Feld-Forschungsprogramme „Seegangskräfte auf Offshore-Konstruktionen“ (Förderer: BMFT) und „Wellenkräfte auf Seebauwerke im Flachwassergebiet“ (SFB 79 der DFG). 1979 verwendet Büsching erstmals die Doppler-Terminologie zur Beschreibung der Bewegung von Brandungswellen und der Wellentransformation bei beschleunigten Trägermedien. Seit den 1980er Jahren hat er sich an der TU Braunschweig und später als Professor an der Fachhochschule Bielefeld vor allem den theoretischen und praktischen Problemen der Wellenentwicklung und der Wellenbelastung von Küstenschutz- und Offhorebauwerken gewidmet. 1990 beschreibt Büsching erstmals einen Resonanzeffekt zwischen den an einer Böschung brechenden Wellen (als Erreger) und der durch diese auf der Böschung erzeugten Waschbewegung (als Resonator). Hierfür verwendet er später den Begriff „Brandungsresonanz“, wohl wissend, dass Erreger und Resonator auch als Komponenten einer Koppelschwingung angesehen werden können.
Ein europäisches Patent für ein durchströmbares Uferschutzbauwerk („Hohldeckwerk“), mit dem die „Brandungsresonanz“ im Sinne der Minimierung der Wellenlasten beeinflusst wird, wird ihm im Jahre 1996 erteilt.
Nachdem das Phänomen der anomalen Dispersion auch bei Messungen im Wellenkanal des Labors für Hydromechanik und Wasserbau in Erscheinung getreten war, kommt Büsching 2003 zu der Erkenntnis, dass es sich sowohl bei den betreffenden Laborwellen als auch bei den an der Westküste Sylts gemessenen Wellen um resonante Beckenschwingungen handelt. Letztere entstehen dabei dadurch, dass das zwischen dem strandparallelen Riff und dem Strand partiell abgrenzbare Wasservolumen in Resonanz mit den erregenden Windwellen gerät. Da er vermutet, dass derartige Wellenresonanzen in der Vergangenheit die Hauptursache für den starken Wellenangriff der Insel Sylt gebildet haben, hat er zur Wellendämpfung die Anordnung partiell durchströmbarer Unterwasserstrukturen auf oder über dem Riff vorgeschlagen.
Nachdem Büsching bei der Untersuchung der Reflexion (Physik) irregulärer Wasserwellen an steilen Uferböschungen auf das Phänomen des Phasensprungs (Phasenverschiebung zwischen einfallender und reflektierter Welle) gestoßen war, hat er auf der Grundlage durchgeführter Messungen 2011 den Reflexionskoeffizienten für Wasserwellen als  komplexe Größe {\displaystyle \Gamma } = {\displaystyle C_{\mathrm {r} }\cdot e^{\mathrm {i} \Delta \varphi }} definiert. 
Demnach wird das bis dahin als Reflexionskoeffizient definierte Wellenhöhenverhältnis {\displaystyle C_{\mathrm {r} }=H_{\mathrm {r} }/H_{\mathrm {i} }<1} zum Betrag des komplexen Reflexionskoeffizienten, während das Argument Δφ die zwischen einfallender und reflektierter Welle auftretende Phasendifferenz beschreibt.  
2019 formuliert er für die Wasserwellenbewegung über geneigtem Seegrund eine lineare Theorie, die auf der Interferenz der aus dem Tiefwasser einfallenden und mit der Phasendifferenz Δφ vom geneigte Meeresboden reflektierten Wellen basiert. Dabei handelt es sich bei der letzteren um exponentiell reduzierte Reflexion und Δφ (Phasensprung) stellt sich als eine lineare Funktion der Seegrundneigung α dar.  
1974 bis 2012 hat er mit Beiträgen an einer Vielzahl von internationalen Konferenzen zur Thematik des Küsteningenieurwesens und der Offshoretechnik mitgewirkt.

## Schriften (Auswahl)
- Veröffentlichungen auf hollow-cubes.de
- Hollow cubes – Durchströmbare Hohlformkörper als Bauelemente wellenbelasteter Böschungsabdeckungen – , HANSA – International Maritime Journal – C 3503 E, 138, H. 10 S. 62–65, 2001.
- Storm Wave Resonance controlled bei Hollow Block Structures. Copedec VI, Colombo, Sri Lanka; Book of Abstracts: “Hollow Blocks for the Protection of a Ridge Coast” S. 179–180, CD Proceedings: Paper Nr. 90 S. 1–20, 2003.
- Sturmwellen-Resonanz an der Westkürste der Insel Sylt. in: Die Küste. Heft 67, S. 51–82, 2003.
- Schwingungs-Interferenzen im abgegrenzten Orbitalfeld von Meereswellen in Theorie und Physikalischen Modell; Digitale Bibliothek der TU Braunschweig, doi:10.24355/dbbs.084-202002031424-0, 45 Seiten, 2019.
- Exponentially Reduced Reflection (ERR) versus Linear Wave Theory (Airy-Laplace) in: Journal of Coastal and Hydraulic Structures. Volume 3, doi:10.59490/jchs.2023.0030, 20 Seiten, 2023.